# Cyathea macrocarpa
Cyathea macrocarpa är en ormbunkeart som först beskrevs av Karel Presl, och fick sitt nu gällande namn av Karel Domin. Cyathea macrocarpa ingår i släktet Cyathea och familjen Cyatheaceae. Inga underarter finns listade.